# Верхнее Шилово
Ве́рхнее Ши́лово — деревня в Красноборском районе Архангельской области. Входит в состав Пермогорского сельского поселения.

## География
Деревня Верхнее Шилово расположена на севере Красноборского района Архангельской области, на высоком берегу реки Северная Двина. Через Верхнее Шилово проходит автодорога Архангельск - Котлас (Верхнее Шилово расположено посередине между селами Красноборск и Черевково). Расстояние до центра Пермогорского сельского поселения (д. Большая) составляет 7 км. Расстояние до Красноборска - 35 км. по дороге, расстояние до Котласа - 85 км., до Архангельска - 520 км.

## Административное положение
Верхнее Шилово - деревня, относится к Пермогорскому сельскому поселению Красноборского района.

## Демография
Численность населения деревни, по данным Всероссийской переписи населения 2010 года, составляла 219 человек. Постоянное население деревни по данным на 2009 г. составляло 226 человек, в том числе 72 пенсионера и 49 детей.

## Социальная сфера
В деревне имеется почта, медпункт, несколько магазинов.

## Транспорт
Верхнее Шилово связано автобусным сообщением с Красноборском, Черевково, Котласом, Архангельском, Коряжмой, Великим Устюгом.
Автобусы:
- Красноборск - Черевково - Красноборск (остановка в Верхнем Шилово)
- Котлас - Верхняя Тойма - Котлас (остановка в Верхнем Шилово)
- Архангельск - Котлас - Архангельск (остановка в Верхнем Шилово)
- Архангельск - Коряжма - Архангельск (остановка в Верхнем Шилово)
- Архангельск - Великий Устюг - Архангельск (остановка в Верхнем Шилово)
- Северодвинск  - Котлас - Северодвинск (остановка в Верхнем Шилово)